# 透明柱蜥魚
透明柱蜥魚（学名：Sudis hyalina）為輻鰭魚綱仙女魚目帆蜥魚亞目魣蜥魚科的一種，分布於大西洋海域，深度200-2000公尺，體長可達100公分，棲息在中底層水域，屬肉食性，生活習性不明。